# Jerome Thoms
Jerome Thoms (* 7. Oktober 1907 in Baltimore, Maryland; † 1. November 1977 in Fredericksburg, Texas) war ein US-amerikanischer Filmeditor.

## Leben
Jerome Thoms sammelte 1930 bei MGM erste Erfahrungen als Editor. 1941 erhielt er einen Vertrag bei Columbia Pictures, wo er fortan bei zahlreichen B-Filmen für den Schnitt verantwortlich war. In den 1950er Jahren wurde er auch für prestigeträchtigere Filme engagiert, wie z. B. Rauhe Gesellen (1955) oder Schmutziger Lorbeer (1956) mit Humphrey Bogart.
Für George Sidneys Filmmusical Pal Joey (1957) mit Frank Sinatra in der Titelrolle wurde er zusammen mit Columbias Filmeditorin Viola Lawrence für den Oscar in der Kategorie Bester Schnitt nominiert. Beide konnten sich jedoch nicht gegen die Konkurrenz durchsetzen. 1964 ging Thoms in den Ruhestand. Er starb 1977 im Alter von 70 Jahren in Fredericksburg, Texas.

## Filmografie (Auswahl)
- 1945: Life with Blondie
- 1947: Blondie’s Big Moment
- 1947: Blondie’s Holiday
- 1948: Schwarze Pfeile (The Black Arrow)
- 1948: Thunderhoof
- 1950: Buschteufel im Dschungel (Pygmy Island)
- 1951: Der Rächer von Casamare (Mask of the Avenger)
- 1952: Skandalblatt (Scandal Sheet)
- 1952: Sein Freund, der Lederstrumpf (The Pathfinder)
- 1952: Der Brigant (The Brigand)
- 1953: Der rote Dolch (Flame of Calcutta)
- 1953: Zaubernächte des Orients (Siren of Bagdad)
- 1953: Geheimdienst im Dschungel (China Venture)
- 1953: Mit der Waffe in der Hand (Gun Fury)
- 1954: Auf gefährlicher Straße (Drive a Crooked Road)
- 1955: Rauhe Gesellen (The Violent Men)
- 1955: Das Grauen aus der Tiefe (It Came from Beneath the Sea)
- 1955: Häuptling Schwarzer Pfeil (Seminole Uprising)
- 1956: Schmutziger Lorbeer (The Harder They Fall)
- 1957: Die Höllenhunde des Pazifik (Hellcats of the Navy)
- 1957: Ein Herzschlag bis zur Ewigkeit (Jeanne Eagels)
- 1957: Pal Joey
- 1958: Duell im Morgengrauen (Gunman’s Walk)
- 1958: Sindbads siebente Reise (The 7th Voyage of Sinbad)
- 1959: Auf eigene Faust (Ride Lonesome)
- 1999: Auf heißer Fährte (Face of a Fugitive)
- 1959: Der Mann aus Arizona (Edge of Eternity)
- 1960: Jimmy und die Piraten (The Boy and the Pirates)
- 1961: Alles auf eine Karte (Underworld U.S.A.)
- 1963: Schock-Korridor (Shock Corridor)
- 1964: Der nackte Kuß (The Naked Kiss)